# 尾花沢市立福原小学校
尾花沢市立福原小学校（おばなざわしりつ ふくはらしょうがっこう）は、山形県尾花沢市にある公立小学校。

## 概要
本校は、寺内・名木沢・福原・荻袋の4小学校を統合して開校した。なお、校舎は、寺内小学校の施設を継続使用する。

## 所在地
- 山形県尾花沢市大字寺内1170

## 学区
- 旧福原村行政区域（和合地域を除く）[1]

## 沿革
- 2014年（平成26年）4月1日 - 開校。

## アクセス
- 尾花沢市路線バス南沢線「福原小学校」バス停下車。
- JR奥羽本線北大石田駅から、車で約4.7km・約9分。
- JR山形新幹線大石田駅から、車で約8.6km・約17分。
- 尾花沢市役所から、
  - 車で約7.5km・約15分。
  - 上述の尾花沢市路線バス南沢線で、「福原小学校」バス停まで24分～30分（市役所行は朝の便は31分、午後の便は24分）。

## 周辺
- 山形県道318号新庄長沢尾花沢線